# Fernando Roese
Fernando Roese (* 24. August 1965 in Novo Hamburgo) ist ein ehemaliger brasilianischer Tennisspieler.

## Karriere
Roese hatte in seiner Jugend das beste Ergebnis in Wimbledon, als er 1983 die dritte Runde erreichte, hier schied er gegen Patrick McEnroe ausschied.
Er trat zwischen 1982 und 1996 in 13 Begegnungen für die Brasilianische Davis-Cup-Mannschaft an und konnte sechs Matches gewinnen, während er neun Matches verlor. Der größte Erfolg war, als er mit der Mannschaft das Halbfinale des Davis Cups 1992 erreichte, wo sie gegen die Schweizer Mannschaft ausschieden.

## Erfolge
| \| Legende \| \| Grand Slam \| \| Tennis Masters Cup \| \| ATP Masters Series \| \| ATP Championship Series ATP International Series Gold \| \| ATP World Series ATP International Series (1) \| \| ATP Challenger Series (8) \| |
| Legende |
| Grand Slam |
| Tennis Masters Cup |
| ATP Masters Series |
| ATP Championship Series ATP International Series Gold |
| ATP World Series ATP International Series (1) |
| ATP Challenger Series (8) |

### Einzel

#### Turniersiege
| Nr. | Datum          | Turnier      | Belag     | Finalgegner      | Ergebnis      |
| --- | -------------- | ------------ | --------- | ---------------- | ------------- |
| 1.  | 15. April 1991 | Mexiko-Stadt | Sand      | Francisco Maciel | 7:6, 4:6, 6:4 |
| 2.  | 29. April 1991 | São Paulo    | Hartplatz | Gabriel Markus   | 6:4, 6:3      |

#### Finalteilnahmen
| Nr. | Datum           | Turnier | Belag     | Finalgegner  | Ergebnis |
| --- | --------------- | ------- | --------- | ------------ | -------- |
| 1.  | 4. Februar 1991 | Guarujá | Hartplatz | Patrick Baur | 2:6, 3:6 |

### Doppel

#### Turniersiege

##### ATP Tour
| Nr. | Datum            | Turnier   | Belag     | Partner       | Finalgegner                           | Ergebnis |
| --- | ---------------- | --------- | --------- | ------------- | ------------------------------------- | -------- |
| 1.  | 5. November 1990 | Itaparica | Hartplatz | Mauro Menezes | Tomás Carbonell Marcos Aurelio Górriz | 7:6, 7:5 |

##### Challenger Tour
| Nr. | Datum             | Turnier              | Belag     | Partner            | Finalgegner                      | Ergebnis      |
| --- | ----------------- | -------------------- | --------- | ------------------ | -------------------------------- | ------------- |
| 1.  | 25. Juli 1988     | Campos do Jordão (1) | Hartplatz | Ivan Kley          | Danilo Marcelino Mauro Menezes   | 6:4, 6:4      |
| 2.  | 24. Juli 1989     | Campos do Jordão (2) | Hartplatz | Nelson Aerts       | Stefan Dallwitz Daniel Orsanic   | 6:3, 7:6      |
| 3.  | 7. August 1989    | São Paulo (1)        | Sand      | Nelson Aerts       | Dácio Campos Mario Tabares       | 2:6, 6:4, 6:4 |
| 4.  | 9. April 1990     | Brasília             | Teppich   | Nelson Aerts       | Simone Colombo César Kist        | 6:3, 7:5      |
| 5.  | 8. Juli 1991      | Gramado              | Hartplatz | Nelson Aerts       | Bertrand Madsen Gerardo Martínez | 6:4, 6:4      |
| 6.  | 18. November 1991 | São Paulo (2)        | Hartplatz | João Cunha e Silva | Pablo Albano Luis Lobo           | 7:5, 4:6, 6:3 |

#### Finalteilnahmen
| Nr. | Datum         | Turnier        | Belag   | Partner       | Finalgegner                      | Ergebnis |
| --- | ------------- | -------------- | ------- | ------------- | -------------------------------- | -------- |
| 1.  | 16. Juli 1984 | Båstad         | Sand    | Juan Avendaño | Jan Gunnarsson Michael Mortensen | 0:6, 0:6 |
| 2.  | 2. April 1990 | Rio de Janeiro | Teppich | Nelson Aerts  | Brian Garrow Sven Salumaa        | 5:7, 3:6 |